# جورج ورنادسکی
جورج ورنادسکی (انگلیسی: George Vernadsky; ۲۰ اوت ۱۸۸۷
 – ۱۲ ژوئن ۱۹۷۳) دانشمند در زمینه تاریخ اهل امپراتوری روسیه بود.